# Zsákovics László
Zsákovics László (Kéménd, 1952. április 12. –) zenetanár, hangstúdió-vezető, zenész, zeneszerző, előadóművész.

## Pályafutása
Az alapiskola elvégzése utána a kassai Magyar Tannyelvű Középfokú Ipariskolában érettségizett (1971), majd a nyitrai Pedagógiai Fakultáson a magyar nyelv-zeneelmélet szakon szerzett mester diplomát (1975). A főiskolás éveinek idején szervezett népdalgyűjtő körutakat abszolvált, Kelet-, Közép- és Nyugat-Szlovákia magyar lakta településein, neves folkloristák vezetésével (Vikár László, Olsvai Imre, Ág Tibor). 1975-1983 között a Csehszlovákiai Magyar Tanítók Központi Énekkarának tagja volt, turnézva Európa különböző országaiban. 1978-tól a komáromi Művészeti Alapiskola tanáraként klasszikus gitárt és zeneelméletet tanított (igazgatóhelyettes 1994-96). 1979-től színész barátaival irodalmi-zenés műsorok, kabarék, zenés játékok zenei vezetője, valamint aktív zenésze volt.
1982-től párhuzamosan a zeneiskolai teendőivel a komáromi Magyar Területi Színház (ma Jókai Színház) korrepetitora, valamint házi zeneszerzője lett.
Több színdarab zenei szerkesztője volt a komáromi Teátrum Színházi Polgári Társulásnál.
1982-ben létrehozott egy zenésztársulatot Sziget-csoport néven, amelyben zeneszerző, zenész, és műsorvezetőként tevékenykedett. A csoport küldetése a csehszlovákiai magyar irodalom – költészet – demonstrálása volt zenés eszközökkel különböző korcsoportoknak. Több műsort készített, amelyet a Szlovák Rádió magyar adása rögzített (A hangszerek, Évszakok, Egyszer volt, hol nem volt). Később hasonló jellegű szóló műsorai is születtek (Agitál a gitár, Szuper óra).
Kórusműveit műsorára tűzte a komáromi Concordia Vegyeskar, a nyitrai Konstantin Egyetem Leánykórusa, a komáromi Béke utcai Alapiskola gyermekkórusai (kicsinyek, nagyok kórusa) a komáromi Gaudium vegyes kar. Ezek az énekkarok a szlovákiai magyar kórusok élvonalába tartoznak.
Több alkalommal a kecskeméti Nemzetközi Kodály Szeminárium résztvevője volt. 1994/95-ben a Nyitrai Pedagógiai Főiskola zenei katedráján külsősként improvizációt oktatott.
Az 1990-es években a digitális technika fejlődésének izgalmai inspirálták arra, hogy az audióanyag rögzítésének rejtelmeibe belemerüljön, s ezzel fokozatosan ismerkedve létrehozott egy didaktikus hangstúdiót (ZstudyR), ahol az oktatás mellett több szlovákiai, magyarországi neves zenésszel, színésszel készített felvételeket, valamint MasterCD anyagot.
2009-ben indította el a nyolcrészes zenés talkshow-ját Nyelv/Csapások címmel, ahol a magyar nyelv rafinációit, buktatóit, zeneiségét célozta meg humoros formában, saját zenei kísérettel, valamint tematikus beszélgetésekkel, Komárom közismert, híres egyéniségeivel.
2010-ben létrehozta a MemóriaTársulat instrumentális zenekart, amellyel filmzenék, klasszikusok, örökzöldek feldolgozásait valósította meg sajátos hangzásban.
2012-től több évig a Harmónia-Szlovákiai Magyar Zenei Díj kuratóriumának tagja volt.

### Színházi munkái
15 színműhöz zeneszerzőként, (pl. Drzsics: Dundo Maroje, Háy Gyula: CaliguLó, Goldoni: Két úr szolgája, Háy Gyula: Mohács, Illyés Gyula: Tiszták stb.) járult hozzá, 23 darabnak pedig hangszerelője, zenei rendező-vezetője, valamint aktív zenésze volt (pl. Molnár Ferenc: Doktor úr, Feydau: Osztrigás Mici, Bertold Brecht: Szecsuáni jóember, Stein-Sheldon: Hegedűs a háztetőn, Wassermann: La Mancha lovagja, Oscar Wilde: Bunbury, William Shakespeare: Vízkereszt, vagy amit akartok stb.), továbbá több darab szcenikus zenéjének megalkotója volt.

### Kórus,- hangszeres művek
Kórusművek – Vegyeskarok: Készülődés (Kulcsár Ferenc versére), Mennyi lehetőség (Gyurcsó István versére), Üzeni az Úr (Illyés Gyula versére), Because (feldolgozás), Énekeljetek, Zene-szerelem, Kacsacsa, Hargita zenéje.
Gyermekkórusok: Őszi-téli árverés (dalszvit gyermekkarra), Balabán (gyermekkar Simkó Tibor versére), Orrlapító kiolvasó, Cirkusz, Szilvásgombóc (feldolgozás), Évszakok (Simkó Tibor verseire), Hazahívó.
Kamaraművek: Beatles dallamok (gitártrió), Nosztalgia rag (gitártrió), Olasz filmzene (gitártrió),Szerenád e-moll (gitár), Kromatikus börleszk szekvenciákkal (kvintett),
Impromtu 1. (Panting rush after tensions) https://youtu.be/ckAzjbTJv2Y?si=gig9dz04Arkb1EJ2
E-moll románc (3 hangszerre), Népdalszvit (klasszikus gitárra), Eklektika-fantázia (zenekarra), Dalmáciai gondolatok útközben (zenekarra), Révészek-Metamorfózis (zenekarra).

### Dalok
Romhányi József és egyéb költők szövegeire több tucat dal, sanzon, paródia (pl. Róka és a holló, A teve fohásza, A szú végrendelete, Csali, Vannak ilyenek, A szú  és a moly története, Rongyos nóta, stb.)

### Hangzó anyag
Barak László – Miféle szerzet vagy te? – pogány oratórium CD (Nap Kiadó, Zene, Hangszerek), Barak László – Igazi gengszterek – zenés hangjáték CD (Nap Kiadó, Zene, Hangszerek), 21 kánon zenei alappal (módszertani könyv a SzMPSz gondozásában)
https://drive.google.com/drive/folders/1p9rLKd1fnREZQG0Y1UFYRSX_8yuRSK8K?usp=sharing